# Aleksej Grigorjevitsj Orlov

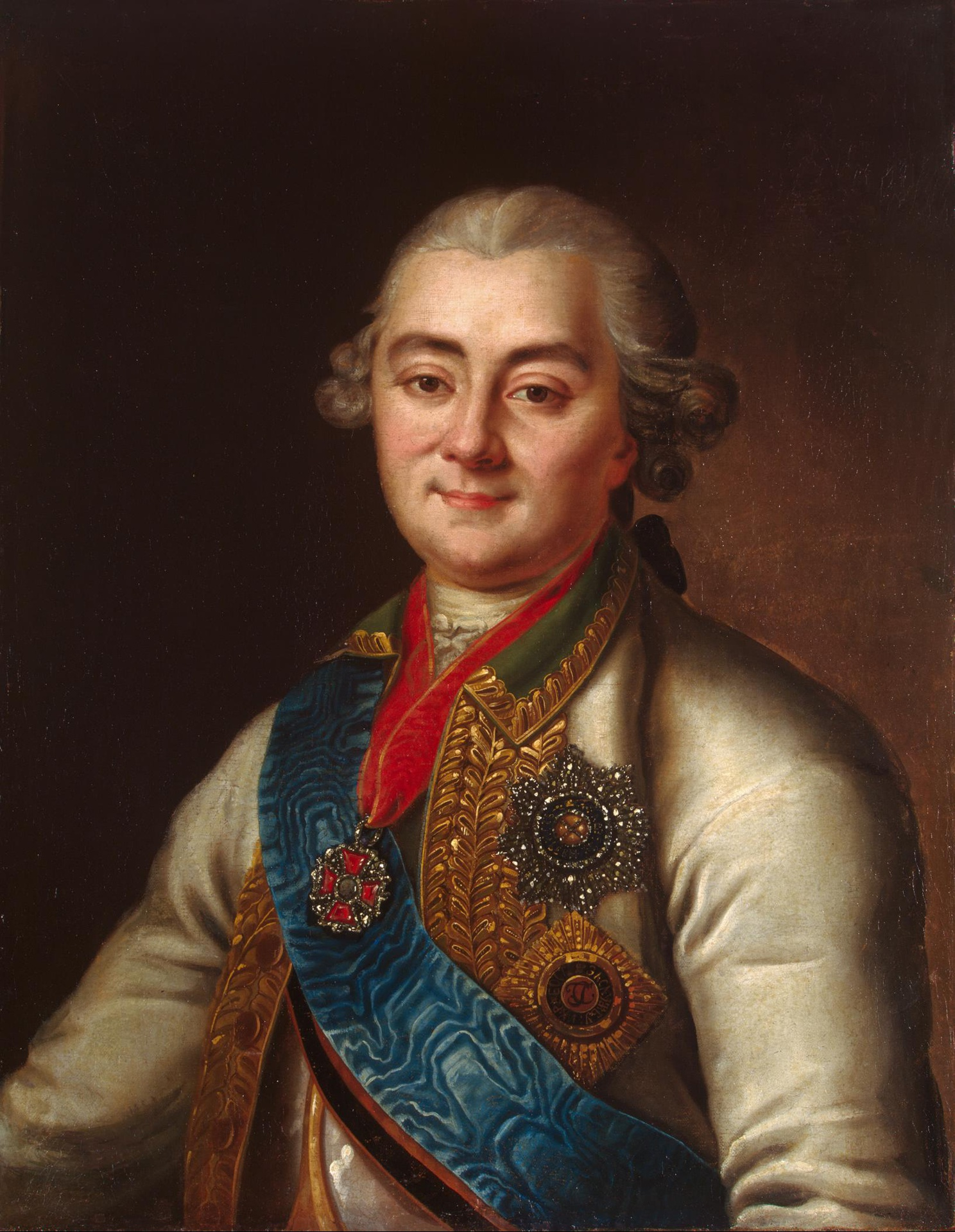
Portretschilderij uit 1782

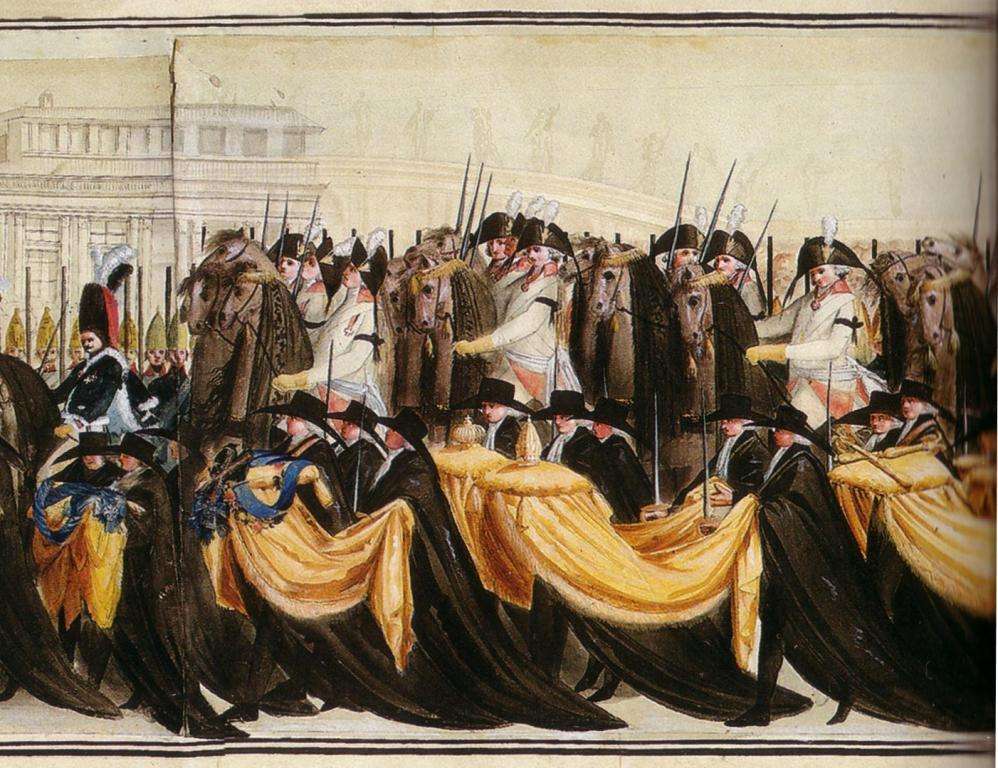
Orlov op de begrafenis van Peter III van Rusland in 1796 (detail)

Aleksej Grigorjevitsj Orlov, vanaf 1770 Orlov-Tsjesmenski (Russisch: Алексей Григорьевич Орлов) (Ljublino, 24 september jul. / 5 oktober gr. 1737 – Moskou, 24 december 1807 jul. / 5 januari 1808 gr.) was een Russische edelman, officier en paardenfokker. 

## Leven
Aleksej Orlov kwam uit de adellijke familie Orlov. Zijn broer Grigori was gardeofficier en minnaar van Catherina van Rusland. De broers Orlov hielpen haar met de revolte van 1762, die haar op de troon bracht ten koste van haar echtgenoot. Met zijn grote gestalte en enorme kracht ging Aleksej doortastend te werk: hij haalde Catherina uit het Peterhof, riep haar uit tot tsarin en wurgde vermoedelijk met eigen handen tsaar Peter III in het Ropsja-paleis. Als dank werd hij benoemd tot luitenant-generaal en in 1764 ook tot kamerheer en voorzitter van de voogdijkanselarij.
In 1768 werd Orlov benoemd tot admiraal van de Russische vloot in het Griekse archipel. Het volgende jaar voerde hij aan het begin van de Orlovopstand tegen het Ottomaanse rijk het bevel over veertien oorlogsbodems. Zijn schitterende overwinning begin juli 1770 in de zeeslag van Çeşme leverde hem de bijnaam Tsjesmenski op. 
Na de oorlog werd hij gepromoveerd tot opperbevelhebber en ontving hij aanzienlijke schenkingen. In opdracht van tsarina Catherina II ontvoerde hij in 1775 Jelisaveta Aleksejevna Tarakanova uit Livorno. Orlov verleidde deze troonpretendente, lokte haar aan boord van een schip en voerde ze naar naar Rusland. Ze stierf datzelfde jaar in een kerker in de Petrus-en-Paulusvesting. 
Na de dood van Catharina nam haar zoon, de nieuwe tsaar Paul I, wraak op Orlov voor het complot tegen zijn vader. Hem en zijn medeplichtige Bariatinski werd opgedragen persoonlijk deel te nemen aan de overbrenging van het stoffelijk overschot van Peter III uit het Alexander Nevski-klooster. Ze moesten het baarkleed dragen en Orlov ook de zware kroon. Daarna kregen ze de dwingende wenk op reis te gaan. Hij vestigde zich in Duitsland en keerde pas na de dood van de tsaar terug naar Moskou.

## Orlovdraver en orlovkip
Orlov had uitgestrekte landgoederen waar hij zich bezighield met de paardenfokkerij. Hij ontwikkelde een paardenras dat uitstekend geschikt was om voor de trojka hoge snelheden te behalen. Het draversras orlovdraver draagt nog steeds zijn naam. Daarnaast hield hij ook kippen. Het kippenras dat naar hem genoemd werd is de Orlovkip. 
- Gemeinsame Normdatei: 12063774X
- International Standard Name Identifier: 0000 0000 5795 1000
- Library of Congress Control Number: no96056033
- Istituto Centrale per il Catalogo Unico: BCTV015378
- Virtual International Authority File: 79439709